# Dänisch-Westindien

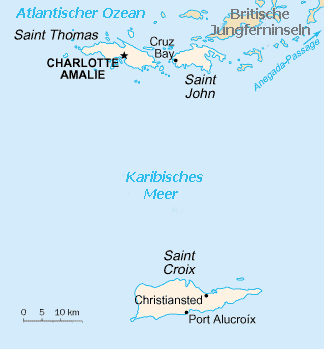
Lage im Karibischen Meer

Dänisch-Westindien (dänisch Dansk Vestindien) war eine dänische Kolonie in der Karibik (Kleine Antillen, Jungferninseln). Sie umfasste im Laufe der Zeit die Inseln Saint Thomas, Saint John und Saint Croix (heute Amerikanische Jungferninseln), außerdem von 1682 bis 1689 auch die Krabbeninsel (heute zu Puerto Rico gehörend). Die erste feste dänische Siedlung entstand 1666, 1754 ging die Kolonie von der dänischen Handelskompanie an die dänische Krone über, 1917 erfolgte der Verkauf der Inseln an die USA.
Noch heute zeigen sich dänische Einflüsse auf den Inseln, beispielsweise der Dannebrog im Siegel der Amerikanischen Jungferninseln. Einige dänische Wörter finden sich im lokalen englischen Dialekt, zum Beispiel Velkommen (dt. Willkommen). Außerdem sind die Straßenschilder oft zweisprachig englisch und dänisch, und seit Ende des 20. Jahrhunderts gibt es ein wachsendes Interesse an den Inseln als Reiseziel geschichtsinteressierter Dänen und Norweger. Einflüsse Dänemarks sieht man außerdem in der Kolonialarchitektur und im Möbeldesign.

## Geschichte

### Urbevölkerung
Die ersten Siedler der Inseln gehörten zum Stamm der zu den Arawak zählenden Taíno. Sie kamen um 300 n. Chr. von Südamerika. Die Taíno hatten eine fortgeschrittene Kultur mit Ackerbau, Baumwoll- und Goldverarbeitung. Sie betrieben Subsistenzwirtschaft und benutzten einfache Werkzeuge. Ihre Keramik war hochentwickelt. Sie schmückten ihre Gegenstände mit Farben und trugen selber viel Schmuck und Makeup, waren ansonsten aber unbekleidet. Sie bewohnten Dörfer mit hohen runden Lehmhütten, deren Strohdächer um einen Mast in der Mitte herum geflochten wurden.
Etwa um 1000 drangen die Kariben auf die Inseln vor.

### Die Europäer

#### Kolumbus
1493 entdeckte Christoph Kolumbus auf seiner zweiten Reise die von Ureinwohnern bewohnten Inseln. Am 14. November 1493 betrat er zunächst eine Insel, der er den Namen Santa Cruz gab (Saint Croix). Dort kam es zum ersten gewaltsamen Zusammenstoß zwischen Europäern und indianischen Ureinwohnern.
Dann segelte Kolumbus die 70 km nach Norden zu den Inseln Saint Thomas und Saint John. Aufgrund der großen Zahl an kleineren Inseln und ihrer Schönheit nannte er sie nach der Legende von der Heiligen Ursula und ihren 11.000 Gefährtinnen „die 11.000 Jungfrauen der Heiligen Ursula“ (Santa Ursula y las Once Mil Vírgenes, kurz: Las Vírgenes, „die Jungfrauen“). Saint Croix wurde erst später zu den Jungferninseln gezählt.
Nach Siedlungsversuchen der Engländer und Holländer auf St. Croix ab 1625 kam es zur Inbesitznahme durch Spanier und Franzosen ab 1650. 
1631 brachten englische Kolonialisten von Barbados erste schwarze Sklaven nach Saint Croix.
1653 wurde St. Croix durch den Malteserorden übernommen, 1665 von Frankreich zurückerworben.

#### Dänemarks Aufbruch in die Neue Welt

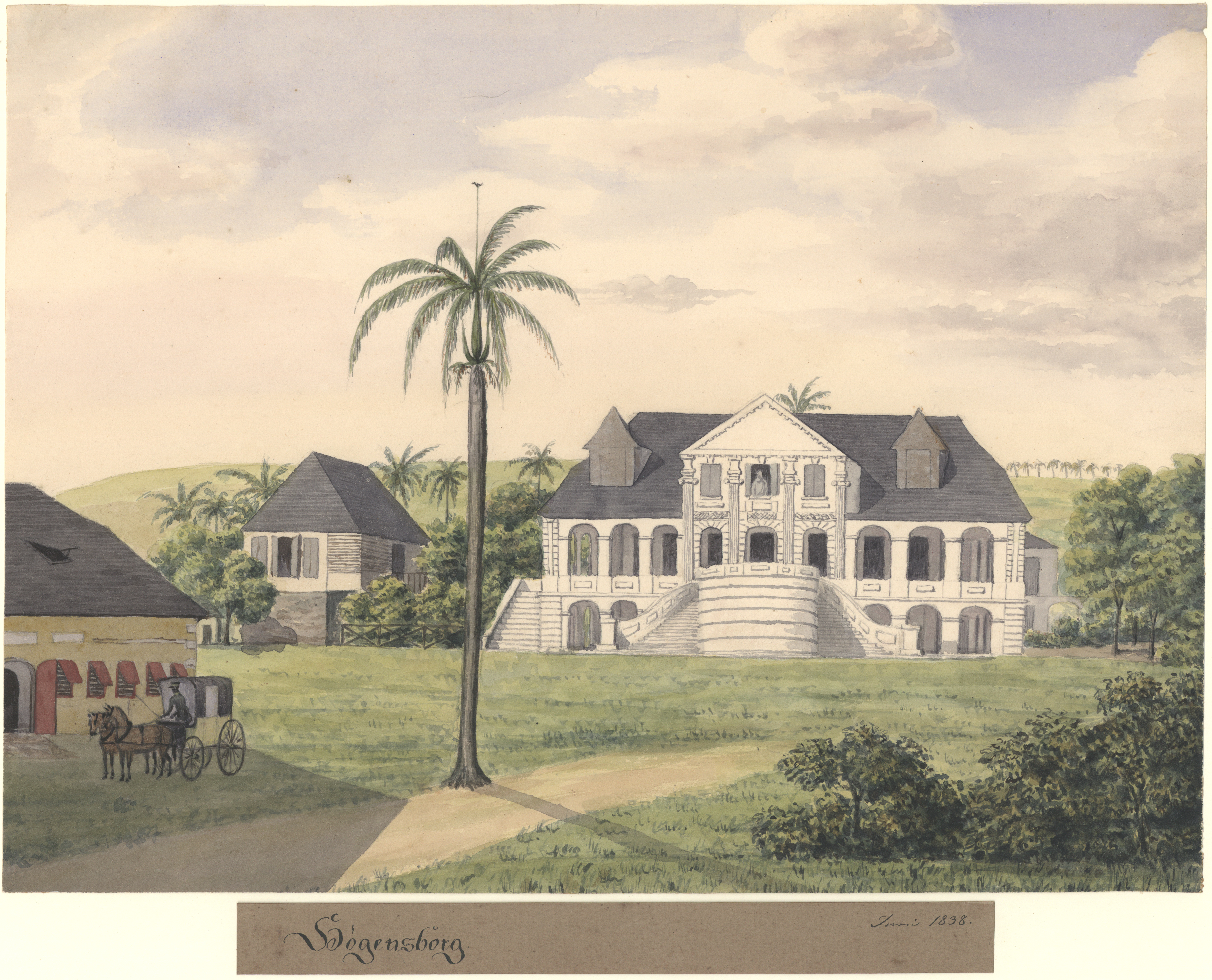
Plantage Høgensborg auf St. Croix (1833)

Im 17. Jahrhundert wurden auch in Dänemark Überlegungen angestellt, Kolonien in der Neuen Welt zu erwerben. König Christian IV. strebte eigene Handelsverbindungen an, war aber vorerst durch die Konflikte in Deutschland und mit dem Rivalen Schweden gebunden.
Erst Friedrich III. konnte sich näher mit den Kolonialplänen in der Karibik beschäftigen und stattete ein Konsortium von Kaufleuten unter der Führung von Erik Nielsen Smit mit Zollvergünstigungen aus. Im April 1665 schlug Smit dem König die Besetzung von St. Thomas vor. Diese Insel war damals weitgehend verlassen, nachdem Spanien die dortigen Ureinwohner vertrieben hatte. Zudem bot sie einen natürlichen Hafen. Nur wenige Holländer lebten hier, die nichts gegen eine dänische Schutzmacht gegen die häufigen Piratenüberfälle einzuwenden hatten. Am 6. Mai 1665 ernannte Friedrich III. Smit zum Gouverneur von St. Thomas. Am 1. Juli verließ Smit auf der Eendragt mit andren Schiffen Kopenhagen Richtung Karibik.

### St. Thomas und St. John

#### Erste Siedler
Im Februar 1666 schickte Smit ein Schiff zurück nach Dänemark. Es war beladen mit Tabak, Guajakholz, Rohrzucker, Kakao, Zimt und einigen Schildkröten. Möglicherweise kaufte er diese Waren auch auf anderen Inseln. Am 30. März 1666 hisste Smit den Dannebrog auf St. Thomas, das fortan zu Dänemark-Norwegen gehörte.
Smit starb etwa ein halbes Jahr später, und der Pfarrer Kjeld Jensen übernahm das Kommando. Damals wohnten auf St. Thomas neun englische und drei holländische Siedler. Sie schworen der dänischen Krone Gefolgschaft und bekamen im Gegenzug Religionsfreiheit zugesichert, solange keine Versuche unternommen wurden, die dänischen Lutheraner zu konvertieren, und sie die dänischen Feiertage achteten.
Allerdings scheiterten die ersten Siedler an Versorgungsmangel und den Piraten. 1668 verließen die letzten Dänen St. Thomas.

#### Westindische Kompanie

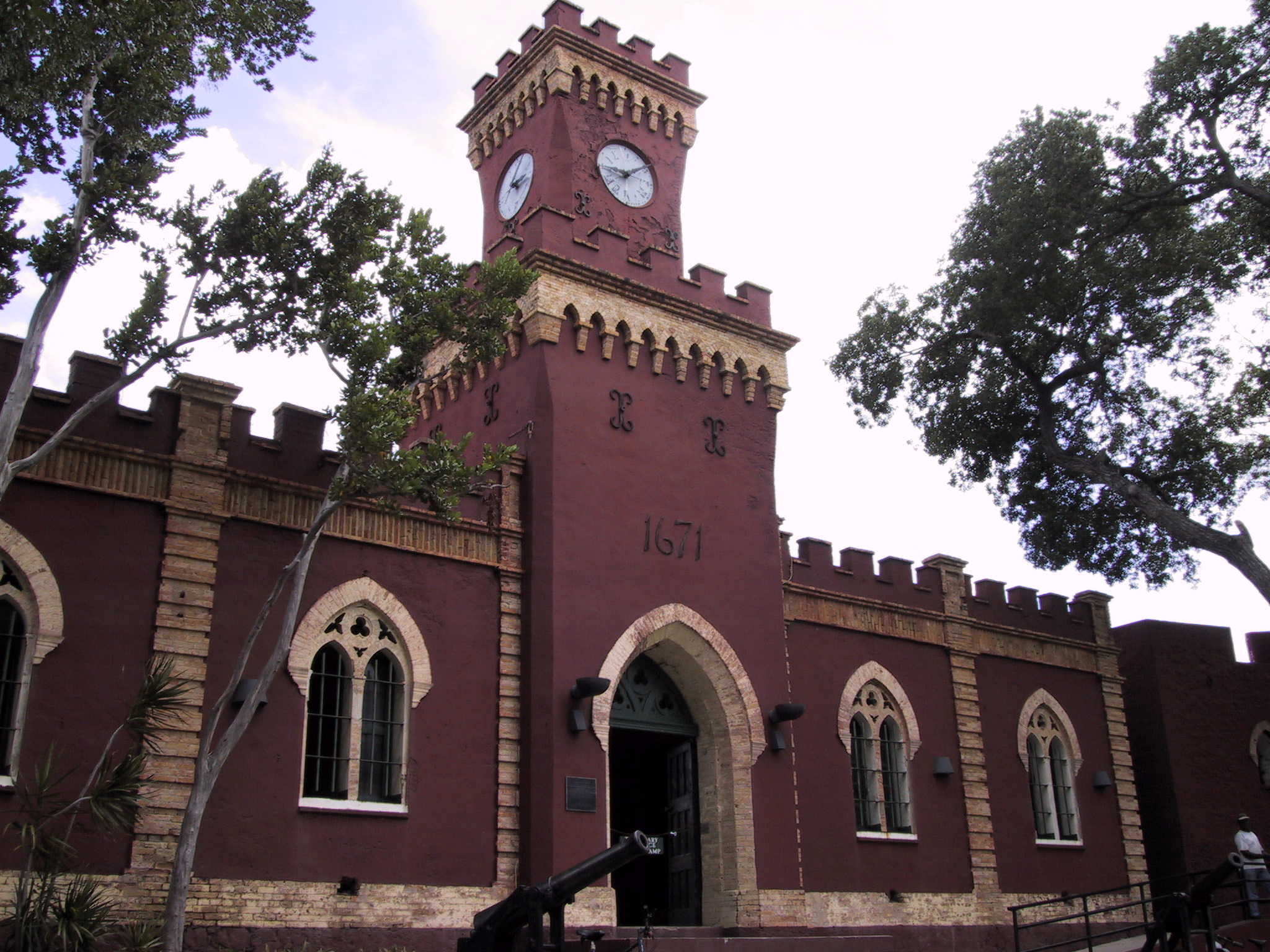
Fort Christian wurde ab 1671 errichtet.

1670 bestieg Christian V. den dänischen Thron. Er sah ein großes Potenzial im Karibikhandel und sicherte sich 1671 einen größeren Anteil der von Kaufleuten gegründeten Westindien-Kompanie (Dansk Vestindisk Kompagni). Der König stellte dem Unternehmen das Kriegsschiff Færø zur Verfügung. Mit Jørgen Iversen Dyppel fand man einen erfahrenen Westindienfahrer als künftigen Gouverneur.
1671 stach die Færø mit 190 Verbannten an Bord in See. Die meisten dieser Männer und Frauen hatten sich zu drei Jahren Arbeitsdienst verpflichtet, um danach eigenes Land in der Neuen Welt zu erhalten. Darunter waren auch einige Norweger, die bei einem Zwischenstopp in Bergen an Bord genommen worden waren. Ebenfalls an Bord waren 62 Strafgefangene und genügend Material, um eine kleine Provinzstadt zu bauen. Die Überfahrt dauerte sieben statt der geplanten drei Monate, unterwegs starben 77 Leute. Nach einigen Monaten auf St. Thomas waren nur noch 29 am Leben. Die Lücken füllten Engländer und Holländer, die meist auf der Flucht oder Verbannte von den anderen Inseln waren, aber die Dänen brauchten jeden Mann und fragten nicht nach ihrer Vergangenheit.
1672 errichteten dänische Siedler auf St. Thomas die erste ständige Siedlung. Gleichzeitig kamen die ersten Sklaven auf die Insel. Der Gouverneur kaufte einen Mulatten, zwei Indianer und sechs Afrikaner. 1675 nahm Dyppel die Nachbarinsel St. John (Sankt Jan) in Besitz. Er errichtete mit Fort Christian seinen Amtssitz. Dyppel soll ein Tyrann gewesen sein. Die Siedler brachte er gegen sich auf, indem er ihnen den Handel mit anderen Schiffen verbot. Viele Sklaven begingen Selbstmord. Diese und andere Geschichten gelangten nach Dänemark und es war schwer, noch Leute zur Ausreise in die Karibik zu bewegen.
| Jahr | Weiße | Sklaven | Freie  |
| ---- | ----- | ------- | ------ |
| 1679 | 156   | 175     |        |
| 1688 | 148   | 422     |        |
| 1733 | 208   | 1.087   |        |
| 1764 | 1.200 | 9.000   |        |
| 1791 | 2.600 | 27.608  |        |
| 1800 | 3.500 | 35.000  |        |
| 1830 | 3.700 | 26.000  | 13.000 |

1679 zählte man in der Kolonie dennoch 156 Weiße, 175 Sklaven, drei freie Schwarze und einen Ureinwohner mit dem Namen Jan Henrichsen. Dyppels Herrschaft endete am 4. Juli 1680.

#### Dänisches Piratennest
Dyppels Nachfolger als Gouverneur war Nicolaj Esmit aus Holstein. Angeblich soll er über 30 Jahre Jamaika-Erfahrung gehabt haben. Er benannte die Siedlung auf St. Thomas Charlotte Amalie nach der dänischen Königin Charlotte Amalie von Hessen-Kassel. Ansonsten betätigte er sich als Pirat, worin wohl seine wirkliche Erfahrung bestand. So konfiszierte er beispielsweise Schiffe befreundeter Nationen im Hafen von Charlotte Amalie unter dem Vorwand, dass sie dort zu lange gelegen hätten. Irgendwann wurde es selbst seinem Bruder Adolph Esmit zu viel, woraufhin der 1682 die Macht übernahm. Nicolaj musste nach Dänemark zurückkehren, konnte aber einer Anklage entgehen, indem er behauptete, geisteskrank zu sein.
Doch unter Adolph Esmit wurde die Seeräuberei weitergeführt. So bot er 1683 dem gefürchteten Piratenschiff Trompeuse Schutz. Allerdings traf bald ein englisches Kriegsschiff ein, und Esmit konnte nicht erklären, warum er diese „Terroristen“ beherbergte. England wandte sich direkt an die dänische Regierung und drohte mit der Übernahme von St. Thomas, falls die Piraterie nicht sofort unterbunden werde. Kopenhagen schickte 1684 mit dem Exjuden Gabriel Milan einen neuen Gouverneur nach Westindien. Milan stammte zwar aus vornehmer portugiesischer Familie, aber er war ebenso inkompetent wie seine Vorgänger. Er führte sich wie ein absoluter König auf und quälte seine Untergebenen mit unnötig harten Strafen. Bereits 1686 wurde er wieder abgesetzt und 1689 in Kopenhagen hingerichtet. Daraufhin erhielt Adolph Esmit eine zweite Chance als Gouverneur, als er versprach, einen großen Schatz zu kennen, der hier in der Nähe versteckt gewesen sein soll. Als man den Schatz nicht fand, wurde er 1688 wieder abgesetzt.
1685 schloss der kurbrandenburgische-Marine-Generaldirektor Benjamin Raule mit Vertretern der Dänisch-Westindisch-Guinesischen Compagnie einen Vertrag über die Vermietung eines Teils von St. Thomas an Brandenburg (vgl. St. Thomas). 1689 besetzte Brandenburg die zwischen Saint Thomas und Puerto Rico liegende Krabbeninsel.
1693 beschlagnahmten die Dänen ohne Widerstand die brandenburgischen Faktoreien. Am 13. August 1720 unterzeichnete der preußische König Friedrich Wilhelm I. eine Urkunde, in der er gegenüber der holländischen Handelsgesellschaft auf alle ehemaligen brandenburgischen Gebiete in Afrika (Arguin, heute Mauretanien, und Groß Friedrichsburg an der Goldküste, heute Ghana) und St. Thomas (Jungferninseln, USA), verzichtete. 1694 breiteten die dänischen Siedler sich auch auf Saint John aus.
1732 gründeten die Herrnhuter Missionare David Nitschmann und Johann Leonhard Dober die Missionsstation Neu-Herrnhut auf Saint Thomas, die sich für etwa fünfzig Jahre der Verbreitung des Christentums unter den Sklaven widmete, die Sklaverei selbst aber nicht infrage stellte. Aus der Missionsstation gingen Kirchen auch auf anderen karibischen Inseln zurück.
Zunehmend wanderten jüdische Siedler nach Saint Thomas aus, im 19. Jahrhundert stellten sie die Hälfte der weißen Bewohner. Zu ihnen zählte der Maler Camille Pissarro (1830–1903).

### Saint Croix
Saint Croix, seit 1674 in französischem Besitz, wurde 1733 von Dänemark erworben. Damit begann die Zuckerrohrproduktion in größerem Maßstab. 1734 erlangte die Westindische Kompagnie das Handelsmonopol für Zucker in Dänemark und Norwegen. Besondere Bedeutung aus deutscher Sicht erlangte der Zuckerhandel mit Dänisch-Westindien für die damals dänische Stadt Flensburg. Als Haupthafen der dänischen Westindienflotte erlebte sie im 18. Jahrhundert eine Blüte. Der eingeführte Rohrzucker wurde hier raffiniert und später auch zu Rum verarbeitet. Zeitweise bestanden in Flensburg mehr als 200 Rumhäuser, darunter Hansen, Pott oder A. H. Johannsen.

### Kronkolonie ab 1754

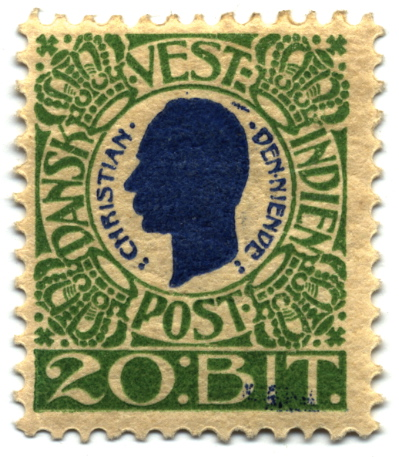
Briefmarke zu 20 Bit von 1905 für das Postgebiet Dänisch-Westindien.

Ungefähr 100.000 Afrikaner wurden von 1680 bis etwa 1830 aus Westafrika unter unmenschlichen Bedingungen nach Dänisch-Westindien verfrachtet und an dänische Pflanzer verkauft, die sie auf ihren Zuckerrohrplantagen schuften ließen. Am 1. Januar 1803 trat das 1792 beschlossene Verbot des dänischen Sklavenhandels in Kraft. Die elf Jahre dazwischen wurden genutzt, um noch möglichst viele Sklaven aus Westafrika zu holen und dann durch Fortpflanzung der Sklaven selbstversorgend zu werden.
Der humanistisch gesinnte dänische Generalgouverneur Westindiens auf der karibischen Insel Saint Croix Peter von Scholten war wie viele seiner Landsleute ein Abolitionist, ein erklärter Gegner der Sklaverei. Damit stand er im Gegensatz zu den meisten Plantagenbesitzer und allen Sklavenhaltern. In Christiansted residierte er als Generalgouverneur vom 14. Juli 1827 bis am 24. April 1831, vom 19. Juli 1832 bis am 22. März 1834 und vom 14. Januar 1836 bis am 6. Juli 1848. Dazwischen hatte beide Male Johannes Søbøtker (1777–1854) dieses Amt übernommen. Ab 1828 verbesserte von Scholten stufenweise die Rechtslage der Sklaven. Ab 1834 erhielten die freien Schwarzen weitgehend die gleichen Rechte wie die Dänen. Ab 1839 wurden die Kinder der Sklaven zu den Grundschulen zugelassen, und ab 1843 wurde der Samstag neben dem Sonntag generell arbeitsfrei.
1847 beschloss die dänische Regierung innerhalb von zwölf Jahren die Sklaverei in den dänischen Kolonien schrittweise abzuschaffen, angefangen bei Kleinkindern und Frauen. Das ging für die betroffenen Sklaven jedoch zu langsam. Deshalb kam es am 2. Juli 1848 zu einem Sklavenaufstand gegen die Dänen, etwa 8000 Personen umstellten Fort Frederik, und unter Druck der Crucians, wie die Bewohner hießen, wurde am 3. Juli durch den Generalgouverneur Peter von Scholten die Sklaverei formell abgeschafft. Noch heute hält sich im Bewusstsein der Bewohner der Jungferninseln die Geschichte und Legende, dass Dänemark seine Sklaven besser behandelte als andere Länder und als erstes Land die Sklaverei abschaffte. Der 3. Juli wird seither als Emancipation Day gefeiert.
Trotz der Abschaffung der Sklaverei hielt sich die Zuckerproduktion Dänisch-Westindiens zunächst noch auf hohem Niveau, und die Rumindustrie in Flensburg florierte. Zuckerrohr erlebte aber bald die Konkurrenz des Rübenzuckers in Dänemark und wurde auch wegen kurzfristigen klimatischen Veränderungen wie Trockenheit und Überschwemmungen unrentabel.

### Britische Okkupation
Großbritannien besetzte die Inseln zweimal während der Napoleonischen Kriege.
Die erste Invasion und Okkupation von Dänisch-Westindien erfolgte während des Zweiten Koalitionskrieges Ende März 1801 als Reaktion auf die zweite Nordische Konvention zur bewaffneten Neutralität.  Eine britische Flotte mit 4.000 Mann regulärer Truppen erreichte St. Thomas am 28. März 1801 und am 31. März 1801 Saint Croix. Die Dänen unterzeichneten eine von den Briten vorgelegte Kapitulationsurkunde und die Inseln wurden besetzt, ohne dass ein einziger Schuss fiel. Diese militärische Aktion war zeitlich abgestimmt mit dem britischen Angriff auf Kopenhagen am 2. April 1801. Der Friede von Amiens änderte die politische Situation und im April 1802 verließen die Briten Dänisch-Westindien wieder.
Die zweite Invasion und Okkupation von Dänisch-Westindien erfolgte im Dezember 1807 nach dem Frieden von Tilsit und dem britischen Bombardement Kopenhagens: Britische Marinesoldaten besetzten St. Thomas am 23. Dezember 1807 und Saint Croix am 25. Dezember 1807. Die Dänen leisteten keinen Widerstand und die Aktionen verliefen ohne Blutvergießen. Am 20. November 1815, nach dem Ende des Wiener Kongresses, zogen die britischen Truppen wieder ab.
In der Besatzungszeit lief das Wirtschaftsleben seinen gewohnten Gang, allerdings durften die Produkte nicht mehr nach Dänemark geliefert werden, sondern mussten in England verkauft werden.

### Verkauf an die USA

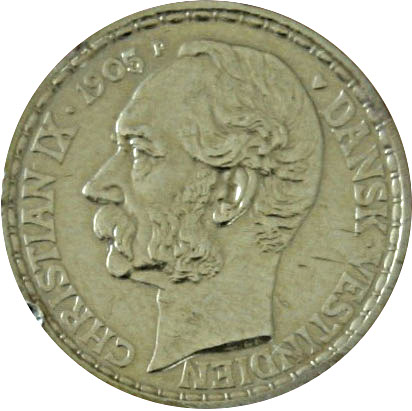
Dänisch-Westindische Münze mit dem Konterfei König Christians IX. (1905). Münzen waren mit zwei Wertangaben versehen: Franc/Daler bzw. Bit/Cent.

Anfang des 20. Jahrhunderts wurde die westindische Zuckerproduktion häufiger von Unwettern und Trockenheit heimgesucht. Ende der 1890er Jahre zeigte das Deutsche Reich Interesse an den dänischen Antilleninseln. Dem standen die US-amerikanischen Interessen entgegen, die nach möglichst viel Kontrolle über die eigene Hemisphäre strebten.
1902 gab es eine vorläufige Abmachung zwischen den USA und Dänemark über den Verkauf der Inseln für fünf Millionen Dollar. Im Folketing fand der Plan eine große Mehrheit, aber im Oberhaus, dem Landsting, scheiterte er an einer Pattsituation: Die konservativen Kräfte waren der Meinung, dass Dänemark bereits klein genug sei.
Im Ersten Weltkrieg war es für das neutrale Dänemark schwer, die Verbindung mit der karibischen Kolonie aufrechtzuerhalten. 1915 herrschten allgemeine soziale Unruhen unter der schwarzen Bevölkerung, so dass Dänemark im Dezember widerwillig den Kreuzer Valkyrien nach Westindien entsandte, um Ruhe und Ordnung herzustellen. Im Januar 1916 brach dennoch ein Generalstreik aus. Gleichzeitig wollten US-Präsident Woodrow Wilson und der Außenminister Robert Lansing unterbinden, dass das Deutsche Reich im Falle einer Besetzung Dänemarks die Jungferninseln als Marinestützpunkt nutzen und den Schiffsverkehr durch den Panamakanal beeinträchtigen könnte. Im gleichen Monat einigten sich die USA und Dänemark erneut auf einen Verkauf von Dänisch-Westindien. Als die geheimgehaltenen Verhandlungen im Sommer 1916 in Dänemark bekannt wurden, kam es zu einem Proteststurm der Nationalisten. Am 30. September 1916 einigte man sich darauf, die Sache dem dänischen Volk zur Abstimmung vorzulegen. Es war die erste Volksabstimmung in Dänemark. Eine Mehrheit stimmte am 14. Dezember 1916 für den Verkauf Dänisch-Westindiens an die USA.
Am 1. April 1917 wechselten die Inseln für 25 Millionen Dollar den Besitzer. Im Gegenzug konnte Dänemark seine Hoheit über ganz Grönland ausweiten. Ungeachtet des Verkaufs der Kolonie an die USA blieb die dänische Währung in Franc/Daler bzw. Bit/Cent einzig gültiges Zahlungsmittel bis zum 1. Juli 1934, als sie vom US-Dollar abgelöst wurde. Geblieben ist auch bis heute der Linksverkehr, gefahren wird jedoch ausschließlich mit linksgesteuerten Kraftfahrzeugen. Die Inseln sind das einzige Gebiet der USA mit Linksverkehr.